# Villafeliz de Babia
Villafeliz de Babia (Viḷḷafelíz en patsuezu) es una aldea situada en el municipio de San Emiliano, comarca de Babia, León, España; cuya población no supera los cincuenta habitantes. Se encuentra a una altitud de 1180 metros sobre el nivel del mar. La carretera que lo atraviesa es la CL-626 que discurre en este punto paralela al Río Luna.

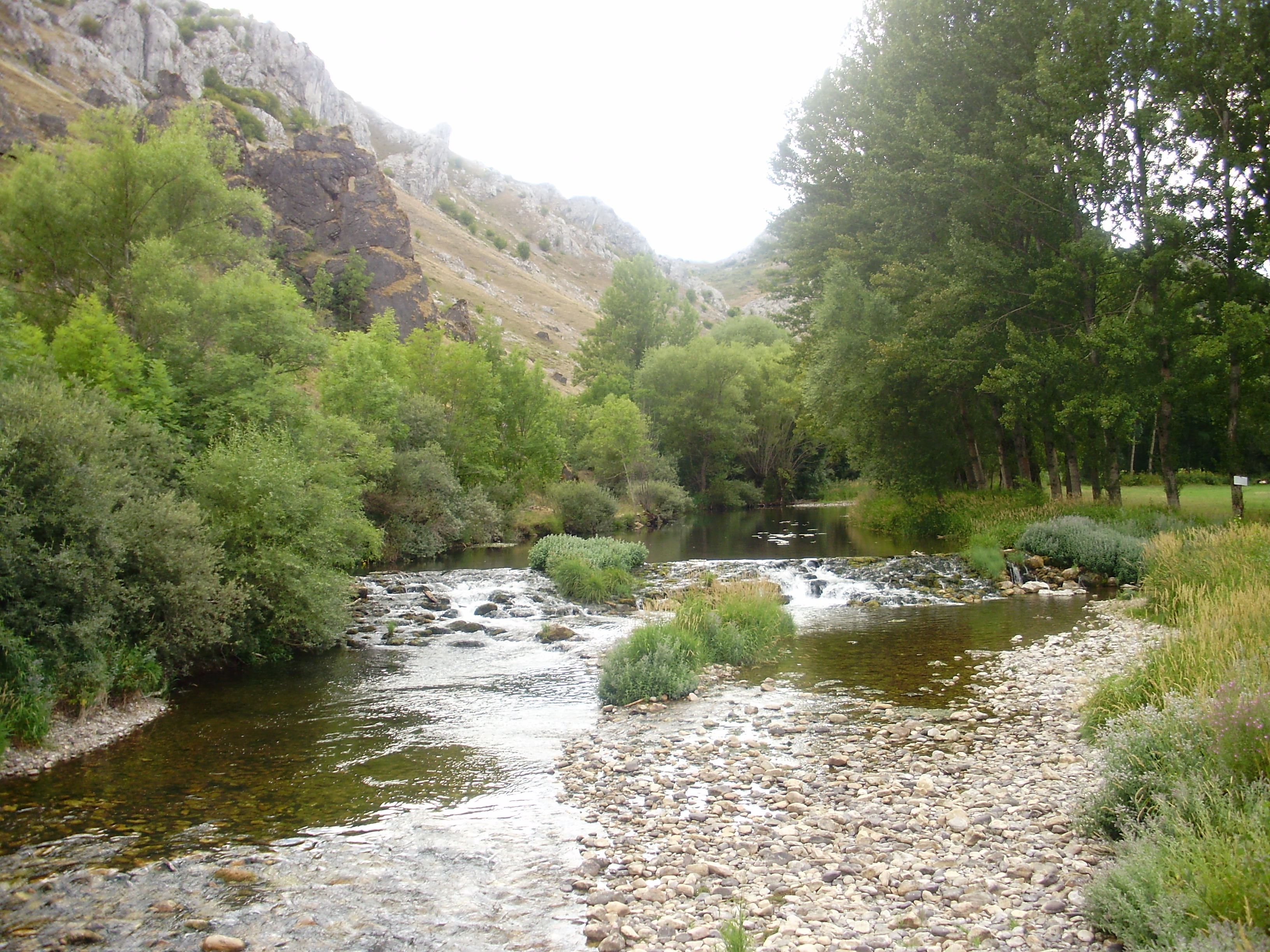
El Río Luna a su paso por Villafeliz. Río truchero

## Geomorfología
Esta aldea está situada en la zona central de la cordillera Cantábrica, a escasos kilómetros del macizo de Peña Ubiña. La roca caliza domina las cumbres del paisaje, con sus formaciones típicas de lapiaces, dolinas y simas. La Sierra de los Grajos,  está minada de enormes simas repletas de nidos de grajos.

## Demografía
Al igual que la mayoría de zonas rurales de la provincia de León, Villafeliz experimentó un pronunciado descenso demográfico a lo largo del siglo XX, causado por la emigración a las zonas urbanas. Así, en 1900 su población era de 144 habitantes, y en 2000, de 58. En 2008, Villafeliz contaba con 49 habitantes, de los cuales 23 eran varones y 26 mujeres.
| Población | 1900 | 1950 | 1991 | 2000 | 2002 | 2004 | 2006 | 2008 |
| --------- | ---- | ---- | ---- | ---- | ---- | ---- | ---- | ---- |
| Total     | 144  | 96   | 68   | 58   | 57   | 50   | 52   | 49   |
| Hombres   |      |      |      | 25   | 25   | 22   | 24   | 23   |
| Mujeres   |      |      |      | 33   | 32   | 28   | 28   | 26   |

## Historia
Tuvo su importancia durante la vigencia del Concejo de la Mesta, por poseer un Puerto Pirenaico. Estos eran puertos de montaña donde se trasladaban los rebaños de ovejas durante el verano ya que eran los únicos lugares que conservaban, por sus condiciones meteorológicas, la hierba verde durante esa época del año.

## Lugares de interés
- Iglesia de Santa Eulalia[4]
- Coto de pesca[4]
- Restaurante Casa Luis[3]
- Apartamentos Rurales Entre Babia y la Luna